# Фелиццано
Фелиццано (итал. Felizzano) — коммуна в Италии, располагается в регионе Пьемонт, в провинции Алессандрия.
Население составляет 2433 человека (2008 г.), плотность населения составляет 97 чел./км². Занимает площадь 25 км². Почтовый индекс — 15023. Телефонный код — 0131.
Покровителем коммуны почитается святой первомученик Стефан, празднование 26 декабря.

## Демография
Динамика населения:

## Администрация коммуны
- Официальный сайт: http://www.comune.felizzano.al.it/